# Brug 787
Brug 787 is een bouwkundig kunstwerk in Amsterdam Nieuw-West.
Bij de verdere inrichting van de wijk Slotervaart was behoefte aan een brug voor langzaam verkeer over de gracht Slotervaart. Er lag al vanaf het begin van de inrichting van de wijk een aantal bruggen over de vaart, maar voor voetgangers en fietsers uit de Maassluisbuurt betekende dit een grote omweg via de Heemstedestraat. Daarom werd in 1986/1987 gebouwd aan een brug voor voetgangers en fietsers over de Slotervaart; recht tegenover de in- en uitgang van de Maassluisstraat. De langzame verkeersdeelnemer hoefde zo niet gebruik te maken van de relatief drukke Karl Popperbrug naar het noordelijk van de vaart gelegen Koningin WIlhelminaplein.
De brug is rond 1984 ontworpen door Dirk Sterenberg, vanuit zijn woonplaats Hoorn als zelfstandig architect werkend voor de Dienst der Publieke Werken, waarvoor hij eerder in vast dienstverband werkte. In 2008 lagen er 173 van Sterenberg in Amsterdam. De brug 787 wordt gedragen door zes betonnen brugpijlers waarop houten liggers waarop een houten brugdek. De leuningen bestaan uit zware houten balken; de borstweringen zijn van beton. De maximale doorvaartbreedte is ongeveer 8 meter breed.
In 2008 werd de brug tot gemeentelijk monument verklaard.

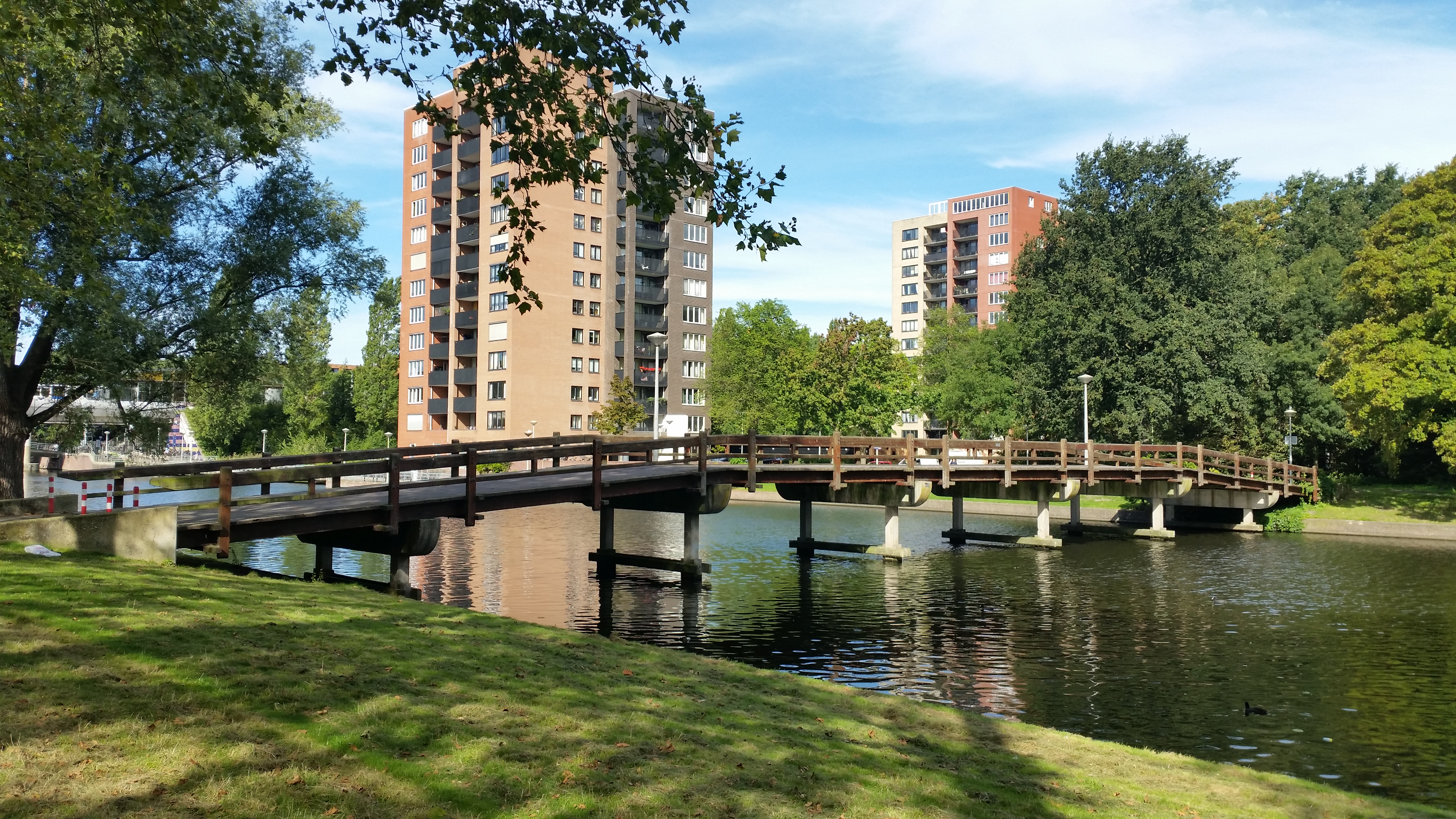
Zijaanzicht van brug 787 (september 2019)

<<< · 700 · 701 · 702 · 703 · 704 · 705 · 706 · 707 · 708 · 709 · 710 · 711 · 712 · 713 · 714 · 715 · 716 · 717 · 718 · 719 · 720 · 721 · 722 · 725 · 726 · 729 · 730-738 · 739 · 740 · 741 · 742 · 743 · 744 · 745 · 746 · 747 · 748 · 749 · 751 · 752 · 753 · 754 · 755 · 756 · 757 · 758 · 759 · 760 · 761 · 762 · 763 · 764 · 765 · 766 · 767 · 768 · 769 · 770 · 771 · 772 · 773 · 775 · 776 · 777 · 778 · 779 · 780 · 781 · 782 · 783 · 784 · 786 · 787 · 788 · 789 · 790 · 791 · 792 · 793 · 794 · 795 · 797 · >>>
Brugnummers  723, 724, 727, 728, 750, 774, 785, 796 (niet gerealiseerde brug over de Slotervaart), 798 en 799 zijn niet vergeven.